# Theodor Colshorn

Theodor Colshorn als junger Mann, Daguerreotypie (um 1850)

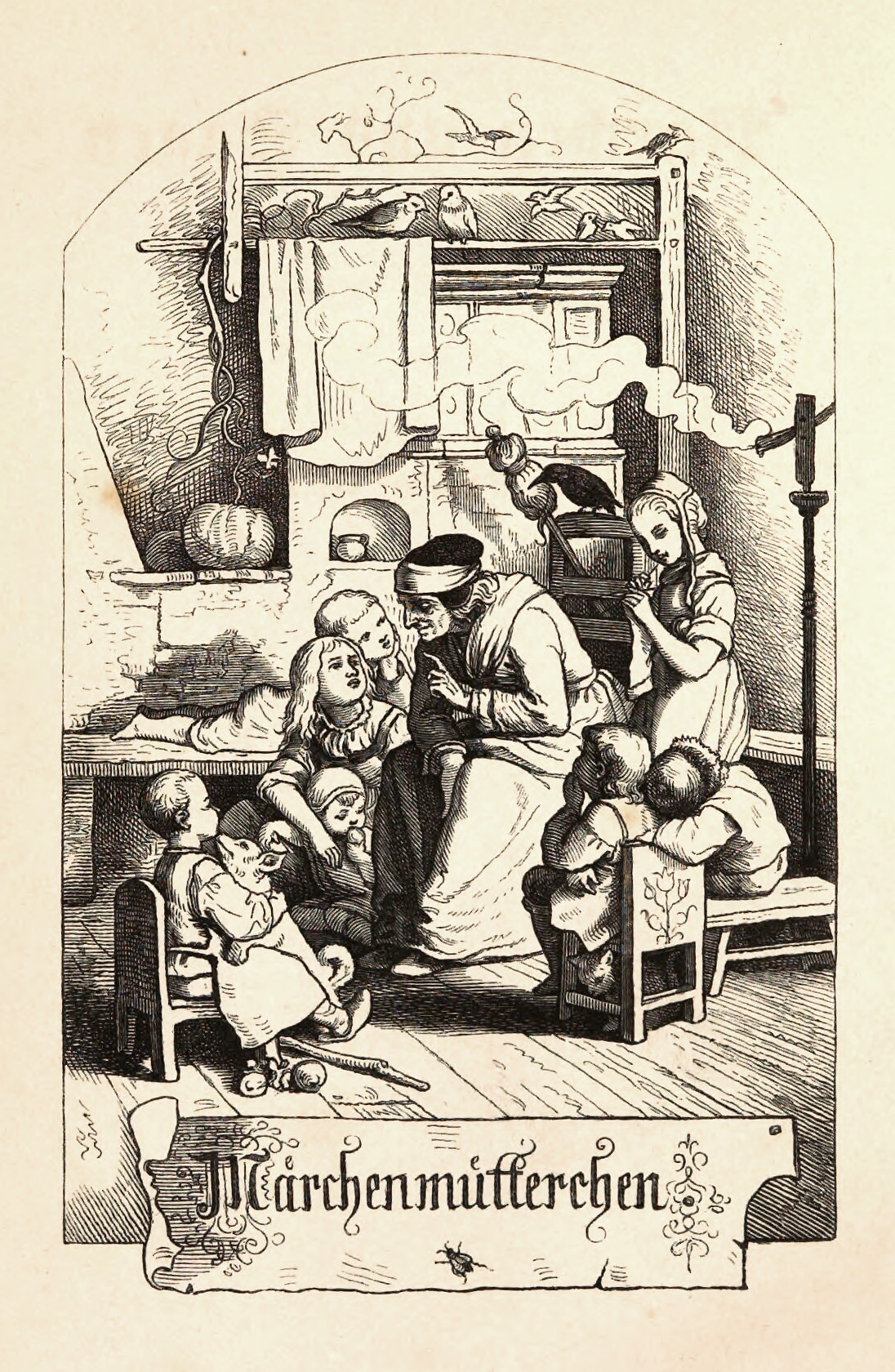
„Märchenmütterchen“; Frontispiz für die von Carl und Theodor gesammelten Märchen und Sagen aus Hannover;
Xylographie von August Gaber nach einer Zeichnung von Ludwig Richter

Ludolph Louis Theodor Colshorn (geboren 13. Januar 1821 in Ribbesbüttel bei Gifhorn; gestorben 1. September 1896 in Hannover) war ein deutscher Lehrer und Schriftsteller.

## Leben
Colshorn war der jüngste Sohn des Lehrers und Kantors Heinrich Colshorn. Sein Bruder Carl Colshorn (geboren 24. November 1812 in Gravenhorst; gestorben 13. Februar 1855 in Gifhorn) wurde Mitherausgeber der 1854 erschienenen Märchen und Sagen und arbeitete zuletzt als Kantor in Gifhorn.
Colshorn verlebte seine Jugend in Ribbesbüttel im Haus des Pastors Friedrich Heydorn, der von 1832 bis 1847 in Ribbesbüttel tätig war und Colshorn vor allem in Sprachen Privatunterricht erteilte.
In der Residenzstadt Hannover besuchte Colshorn das dortige Lehrerseminar.
Ab 1838 wirkte er als Lehrer in Warmbüttel, 1840 als Adjunkt auf den Moorkolonien Neudorf-Platendorf in der Lüneburger Heide, ab 1843 als Lehrer in Gifhorn und ab 1848 schließlich als Lehrer und Schriftsteller in der Residenzstadt Hannover.
In Hannover arbeitete Colshorn ab 1854 an der Höheren Töchterschule und ab 1857 an der Realschule, dem späteren I. Realgymnasium. Er gehörte dem Verein deutscher Philologen und Schulmänner (Germanistische Sektion) an, ebenso dem Historischen Verein für Niedersachsen und dem Verein für Niederdeutsche Sprachforschung.
Gemeinsam mit seinem älteren Bruder, dem Kantor Carl Colshorn (1812–1855), gab Theodor Colshorn 1854 die populäre Sammlung Märchen und Sagen aus Hannover heraus. In Anlehnung an Des Knaben Wunderhorn von Clemens Brentano und Achim von Arnim veröffentlichte er 1860 Des deutschen Knaben Wunderhorn, eine Auswahl deutscher Gedichte für Knaben und Jünglinge. Aufgrund seiner zahlreichen und populären Veröffentlichungen erhielt er den Ruf von drei Universitäten: Rostock, Göttingen, Utrecht. Er entschied sich jedoch gegen eine Universitätskarriere und blieb bei seinen Schülern.  1893 wurde er zum Oberlehrer ernannt und trat 1895 in den Ruhestand. Freundschaften unterhielt er mit Emanuel Geibel, Ludwig Uhland, Karl Friedrich Ludwig Goedeke, den Brüdern Grimm und Hoffmann von Fallersleben.
In Hannover war Colshorn Mitglied der Freimaurerloge Friedrich zum weißen Pferd.
Theodor Colshorn wurde „auf dem Strangrieder Friedhof“ bestattet.

## Familie und Wohnsitze
1848 heiratete Colshorn Auguste Blickwede (gestorben 1900), mit der er sechs Kinder hatte. Seine Tochter Theodore Colshorn (gestorben 1934) betreute nach dem Tod ihrer Mutter den Nachlass und insbesondere das elterliche Wohnhaus in der Henriettenstraße, heute Teil der Straße Sonnenweg in der Südstadt von Hannover.
Hermann (1852–1914) und Theodor (1865–?) Colshorn waren Söhne des Schriftstellers.
In Hannover nahm Colshorn verschiedene Wohnsitze an:
- 1856: Gartenstraße 9;[3]
- 1859: Warmbüchenstraße 8;[3]
- 1866: Henriettenstraße 9;[3]
- ab circa 1875: Henriettenstraße 4, ein von ihm als Bauherr errichtetes Wohnhaus.[3]

## Schriften
- Deutsches Lesebuch für Volksschulen. Kinderfreund. Stade 1851. Zusammen mit Louis Münkel (books.google.de).
- Des Mägdleins Dichterwald. Stufenmäßig geordnete Auswahl deutscher Gedichte für Mädchen. 6. Auflage, Hannover 1871 (books.google.de). Älteste Auflage: Hannover 1851.[14]
- Deutsche Mythologie fürs deutsche Volk. Hannover 1853 (books.google.de).
- Märchen und Sagen aus Hannover. Hannover 1854 (zeno.org – darin enthalten Nr. 57: Vom dicken fetten Pfannekuchen und Nr. 68: Von des Todes Boten).
- Wechselbilder. Ein doppeltes Bilderbuch mit 18 Tafeln, durch welche 42 verschiedene Genrebilder zusammengestellt werden können. Hannover 1856.
- Der Deklamator. Hundert deutsche Gedichte zum Deklamieren. Hannover 1860. Zusammen mit Carl Colshorn.
- Des deutschen Knaben Wunderhorn. Stufenmäßig geordnete Auswahl deutscher Gedichte für Knaben und Jünglinge. Aus den Quellen. Hannover 1860.
- Licht um Liebe. Ein Lustspiel in drei Aufzügen. Hannover 1860.
- Die deutschen Kaiser in Geschichte und Sage. Leipzig 1863 (books.google.de).
- Die deutschen Freiheitskriege, 1813–1815. Hannover 1863.
- Deutsche Balladen und Bilder, aus den Quellen. Hannover 1879.
- Zum 22. März. Bilder aus dem Leben des deutschen Kaisers in Rede, Gesang und Deklamation. Hannover 1887.
- Der verzauberte Topf. Zusammen mit Carl Colshorn (Autor), Claudia Carls (Illustrator), 2007, ISBN 3-86566-073-8.
  - The Porridge Pot. 2007, ISBN 0-698-40073-9 (englische Ausgabe).
  - La Princesse et le chaudron. 2007, ISBN 2-35413-010-4 (französische Ausgabe).
- Das Buch von Linde Knoch: Die Zaubermühle oder Wie das Salz in die Nordsee kam / De Zaubermöhl oder Wie dat Solt in de Nordsee keem. Potsdam 2010, basiert auf dem Märchen Warum das Meerwasser salzig ist.[15]

## Ehrungen
- 1888 Roter Adlerorden IV. Klasse[16]
- 1890 Ehrenmitglied der Studentenverbindung Holzminda in Göttingen.